# Lucy Hawking
Catherine Lucy Hawking (sinh ngày 2 tháng 11 năm 1970) là một nhà báo, tiểu thuyết gia, nhà giáo dục và nhà từ thiện người Anh. Cô là con gái của cố nhà vật lý lý thuyết Stephen Hawking và nhà văn Jane Wilde Hawking. Cô sống ở Luân Đôn, và là một tiểu thuyết gia và nhà giáo dục khoa học cho trẻ em.

## Thời trẻ
Lucy Hawking sinh ra ở Anh với cha là nhà khoa học Stephen Hawking và mẹ là tác gia Jane Wilde Hawking. Cô có hai anh em trai, Robert và Timothy Hawking, và lớn lên ở Cambridge sau một vài năm sống ở Pasadena, California khi còn nhỏ. Cô ấy đã tham dự Stephen Perse Foundation. Khi còn nhỏ, cô là người chăm sóc cha mình khi sức khỏe của ông suy giảm do bệnh thần kinh vận động.
Hawking học tiếng Pháp và tiếng Nga tại Đại học Oxford. Trong thời gian học đại học, cô đã dành thời gian ở Moscow để tập trung vào việc học tiếng Nga của mình. Sau khi hoàn thành bằng cấp của mình, cô theo học ngành báo chí quốc tế tại Đại học Thành phố Luân Đôn. Ở đó, cô quyết định không theo nghiệp báo chí, mặc dù cô thấy đó là một cách luyện viết tốt và là một cách để dấn thân vào nghề viết văn.

## Sự nghiệp
Sau đại học Hawking dành thời gian làm nhà báo. Cô viết bài cho tạp chí New York, các tờ báo Daily Mail, The Telegraph, The Times, London Evening Standard, và The Guardian. Cô cũng từng là một nhà báo đài phát thanh.

## Tác phẩm
Tác phẩm độc lập:
- George and the Ship of Time (2018)[10]

Đồng tác giả với Bố, Stephen Hawking.
- George's Secret Key to the Universe (2007)[10]
  - Bản dịch tiếng Việt: Chìa khóa Vũ trụ của George, Lê Minh Đức Dịch, Nhà xuất bản Văn học & Nhã Nam, 2008
- George's Cosmic Treasure Hunt (2009)[10]
- George and the Big Bang (2011)[10]
  - Bản dịch tiếng Việt: George Và Vụ Nổ Big Bang, Lê Minh Đức Dịch, Nhà xuất bản Văn học & Nhã Nam, 2016
- George and the Unbreakable Code (2014)[10]

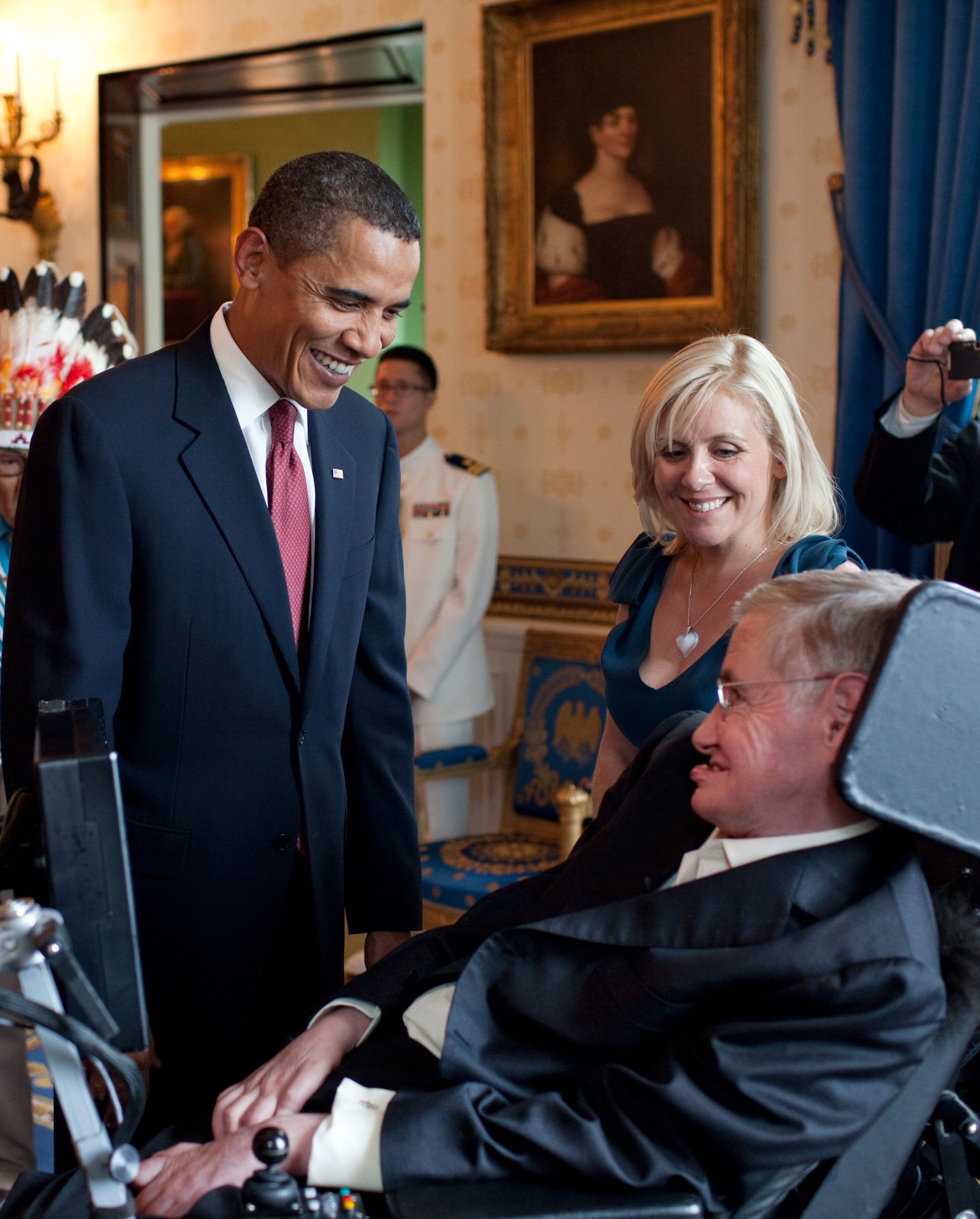
Lucy và Stephen Hawking với tổng thống Hoa Kỳ Barack Obama trong Phòng Xanh của Nhà Trắng vào năm 2009

- George and the Blue Moon (2016)[10]
- Unlocking the Universe (2020)[10]Lucy và Stephen Hawking với tổng thống Hoa Kỳ Barack Obama trong Phòng Xanh của Nhà Trắng vào năm 2009